# Óscar Murillo (futbolista)
Óscar Fabián Murillo Murillo (Armenia, Colombia, 18 de abril de 1988) es un exfutbolista colombiano, jugaba como defensa central y su último equipo fue el Pachuca de la Primera División de México, fue también internacional con la Selección Colombia.

## Trayectoria

### Deportes Quindío
Su debut como profesional se produjo con el Deportes Quindío el 15 de febrero de 2009 en el empate a un gol frente a Millonarios en el Estadio El Campín. Su primer gol en su carrera lo haría el 18 de marzo en el empate a dos goles en su visita al Real Cartagena. El 12 de abril le daría la victoria su club 3 a 2 en su visita a Santa Fe.

### Deportivo Pereira
Pasa al club Deportivo Pereira para el Torneo Finalización 2011. Su debut lo hace el 28 de agosto de 2011 en la victoria 2 a 0 como visitantes frente a La Equidad donde solo jugaría 16 partidos sin anotar goles.

### Atlético Nacional
En 2012 se convierte en nuevo jugador de Atlético Nacional. El 29 de enero de 2012 debuta en el Atanasio Girardot en la goleada 4 a 0 sobre el Deportivo Cali. Su debut en copas internacionales lo hace el 14 de febrero por la primera fase de la Copa Libertadores 2012 en la victoria 2-0 sobre la Universidad de Chile, cuatro días después el 28 de febrero anota su primer doblete en su carrera dándole la victoria al club verdolaga en el clásico colombiano frente a Millonarios en un histórico 3 a 2 en el Estadio El Campín. Su primer gol en la Copa Libertadores lo anota el 10 de abril en el 3-0 sobre Peñarol.
Su primer gol en el 2013 lo hace el 1 de mayo por la Copa Colombia en el 2-0 sobre Jaguares de Córdoba.

Se iría del club verde con siete títulos en tres años contando cuatro Ligas, dos Copa Colombia y una Superliga de Colombia.

### CF Pachuca
Su debut lo hace el 8 de enero de 2016 en el empate a un gol como visitante a Tijuana.

En mayo consiguió el título del Torneo Clausura 2016 con el Pachuca jugando la final contra Monterrey ganando la final por un global de 2 a 1.
El 5 de febrero de 2017 marca su primer gol con los tuzos al último minuto en el empate a un gol contra el Pumas UNAM. El 26 de abril se coronaria campeón de la Liga de Campeones de la Concacaf 2016-17 ganando el global 2 a 1 sobre Tigres UANL jugando todo el partido. El 6 de mayo marca el gol de la victoria como visitantes 3 a 2 en casa del América a pesar de no clasificar a la fase final.
El 24 de agosto marca su primer gol de la temporada 2019-20 marcando en la victoria 3 por 1 sobre Atlas de Guadalajara.

## Selección nacional
El 24 de marzo de 2016 realizó su debut con Selección Colombia en la categoría mayores frente a Bolivia en el que ganarían 2-3 como visitantes en La Paz. El 29 de marzo jugó los 90 minutos en la victoria 3-1 sobre Ecuador iniciando su consolidación.
El 14 de mayo de 2018 sería incluido por el entrenador José Pekerman en la lista preliminar de 35 jugadores para disputar la Copa Mundial de Fútbol de 2018. Finalmente, estaría en la lista de 23 futbolistas, empezando como titular en el debut en la derrota 2-1 frente a Japón y viendo los demás partidos desde el banco de suplentes.

### Participaciones enEliminatorias al Mundial
| Eliminatoria                        | Sede del Mundial       | Posición               | Resultado   | PJ | GA | Asis |
| ----------------------------------- | ---------------------- | ---------------------- | ----------- | -- | -- | ---- |
| Eliminatorias Mundial de Rusia 2018 | Rusia                  | 4°lugar 27pts          | Clasificado | 9  | 0  | 0    |
| Eliminatorias Mundial de Catar 2022 | Catar                  | 6°lugar 23pts          | Eliminado   | 3  | 0  | 0    |
| Total en Eliminatorias              | Total en Eliminatorias | Total en Eliminatorias | 1/2         | 12 | 0  | 0    |

### Participaciones enCopas del Mundo
| Mundial               | Sede  | Resultado        | PJ | GA | Asis |
| --------------------- | ----- | ---------------- | -- | -- | ---- |
| Mundial de Rusia 2018 | Rusia | Octavos de final | 1  | 0  | 0    |

### Participaciones enCopas América
| Copa              | Sede   | Resultado    | PJ | GA | Asis |
| ----------------- | ------ | ------------ | -- | -- | ---- |
| Copa América 2021 | Brasil | Tercer lugar | 3  | 0  | 0    |

## Estadísticas
- Fuente

| Club                           | Div.                | Temporada           | Liga  | Liga  | Copa Nacional | Copa Nacional | Copa Internacional | Copa Internacional | Total | Total |
| Club                           | Div.                | Temporada           | Part. | Goles | Part.         | Goles         | Part.              | Goles              | Part. | Goles |
| ------------------------------ | ------------------- | ------------------- | ----- | ----- | ------------- | ------------- | ------------------ | ------------------ | ----- | ----- |
| Deportes Quindío · Colombia    | 1.a                 | 2008                | 13    | 0     | 0             | 0             | -                  | -                  | 13    | 0     |
| Deportes Quindío · Colombia    | 1.a                 | 2009                | 28    | 2     | 7             | 0             | -                  | -                  | 35    | 2     |
| Deportes Quindío · Colombia    | 1.a                 | 2010                | 21    | 0     | 0             | 0             | -                  | -                  | 21    | 0     |
| Deportes Quindío · Colombia    | 1.a                 | 2011                | 9     | 0     | 2             | 0             | -                  | -                  | 11    | 0     |
| Deportes Quindío · Colombia    | Total club          | Total club          | 71    | 2     | 9             | 0             | 0                  | 0                  | 80    | 2     |
| Colorado Rapids Estados Unidos | 1.a                 | 2010                | 0     | 0     | 1             | 0             | -                  | -                  | 1     | 0     |
| Colorado Rapids Estados Unidos | Total club          | Total club          | 0     | 0     | 1             | 0             | 0                  | 0                  | 1     | 0     |
| Deportivo Pereira · Colombia   | 1.a                 | 2011                | 16    | 0     | -             | -             | -                  | -                  | 16    | 0     |
| Deportivo Pereira · Colombia   | Total club          | Total club          | 16    | 0     | 0             | 0             | 0                  | 0                  | 16    | 0     |
| Atlético Nacional · Colombia   | 1.a                 | 2012                | 25    | 4     | 10            | 0             | 3                  | 1                  | 38    | 5     |
| Atlético Nacional · Colombia   | 1.a                 | 2013                | 30    | 2     | 15            | 1             | 7                  | 0                  | 52    | 3     |
| Atlético Nacional · Colombia   | 1.a                 | 2014                | 27    | 0     | 6             | 0             | 17                 | 0                  | 50    | 0     |
| Atlético Nacional · Colombia   | 1.a                 | 2015                | 33    | 3     | 3             | 0             | 7                  | 0                  | 43    | 3     |
| Atlético Nacional · Colombia   | Total club          | Total club          | 115   | 9     | 34            | 1             | 34                 | 1                  | 183   | 11    |
| Pachuca · México               | 1.a                 | 2016                | 22    | 0     | 1             | 0             | -                  | -                  | 23    | 0     |
| Pachuca · México               | 1.a                 | 2016-17             | 31    | 2     | 0             | 0             | 9                  | 0                  | 40    | 2     |
| Pachuca · México               | 1.a                 | 2017-18             | 28    | 1     | 4             | 0             | 3                  | 0                  | 35    | 1     |
| Pachuca · México               | 1.a                 | 2018-19             | 31    | 0     | 6             | 0             | -                  | -                  | 37    | 0     |
| Pachuca · México               | 1.a                 | 2019-20             | 26    | 1     | 1             | 0             | -                  | -                  | 27    | 1     |
| Pachuca · México               | 1.a                 | 2020-21             | 37    | 4     | -             | -             | -                  | -                  | 36    | 4     |
| Pachuca · México               | 1.a                 | 2021-22             | 21    | 0     | -             | -             | -                  | -                  | 21    | 0     |
| Pachuca · México               | 1.a                 | 2022-23             | 22    | 0     | -             | -             | 2                  | 0                  | 24    | 0     |
| Pachuca · México               | Total club          | Total club          | 218   | 8     | 12            | 0             | 14                 | 0                  | 243   | 8     |
| Total en su carrera            | Total en su carrera | Total en su carrera | 404   | 19    | 56            | 1             | 46                 | 1                  | 506   | 21    |

## Palmarés

### Campeonatos nacionales
| Título                | Equipo            | País     | Año  |
| --------------------- | ----------------- | -------- | ---- |
| Superliga de Colombia | Atlético Nacional | Colombia | 2012 |
| Copa Colombia         | Atlético Nacional | Colombia | 2012 |
| Torneo Apertura       | Atlético Nacional | Colombia | 2013 |
| Copa Colombia         | Atlético Nacional | Colombia | 2013 |
| Torneo Finalización   | Atlético Nacional | Colombia | 2013 |
| Torneo Apertura       | Atlético Nacional | Colombia | 2014 |
| Torneo Finalización   | Atlético Nacional | Colombia | 2015 |
| Torneo Clausura       | Pachuca           | México   | 2016 |
| Torneo Apertura       | Pachuca           | México   | 2022 |

### Copas internacionales
| Título                           | Equipo                    | Sede     | Año     |
| -------------------------------- | ------------------------- | -------- | ------- |
| Juegos Bolivarianos              | Selección Colombia Sub-17 | Colombia | 2005    |
| Liga de Campeones de la Concacaf | CF Pachuca                | México   | 2016-17 |

### Distinciones individuales
| Distinción                             | Año  |
| -------------------------------------- | ---- |
| Once Ideal de la Liga MX Clausura 2016 | 2016 |